# 于豪章

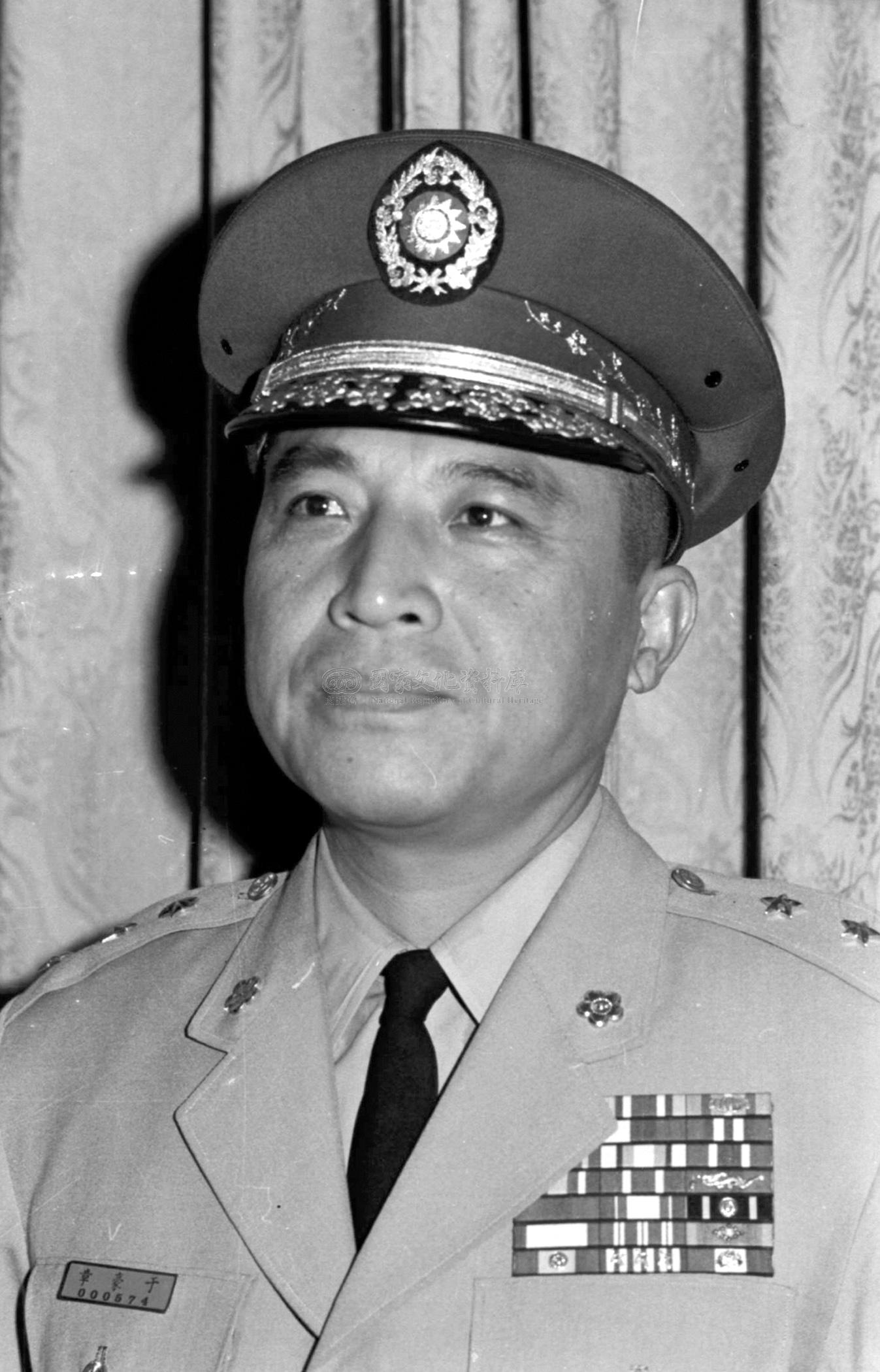
于豪章陸軍二級上將

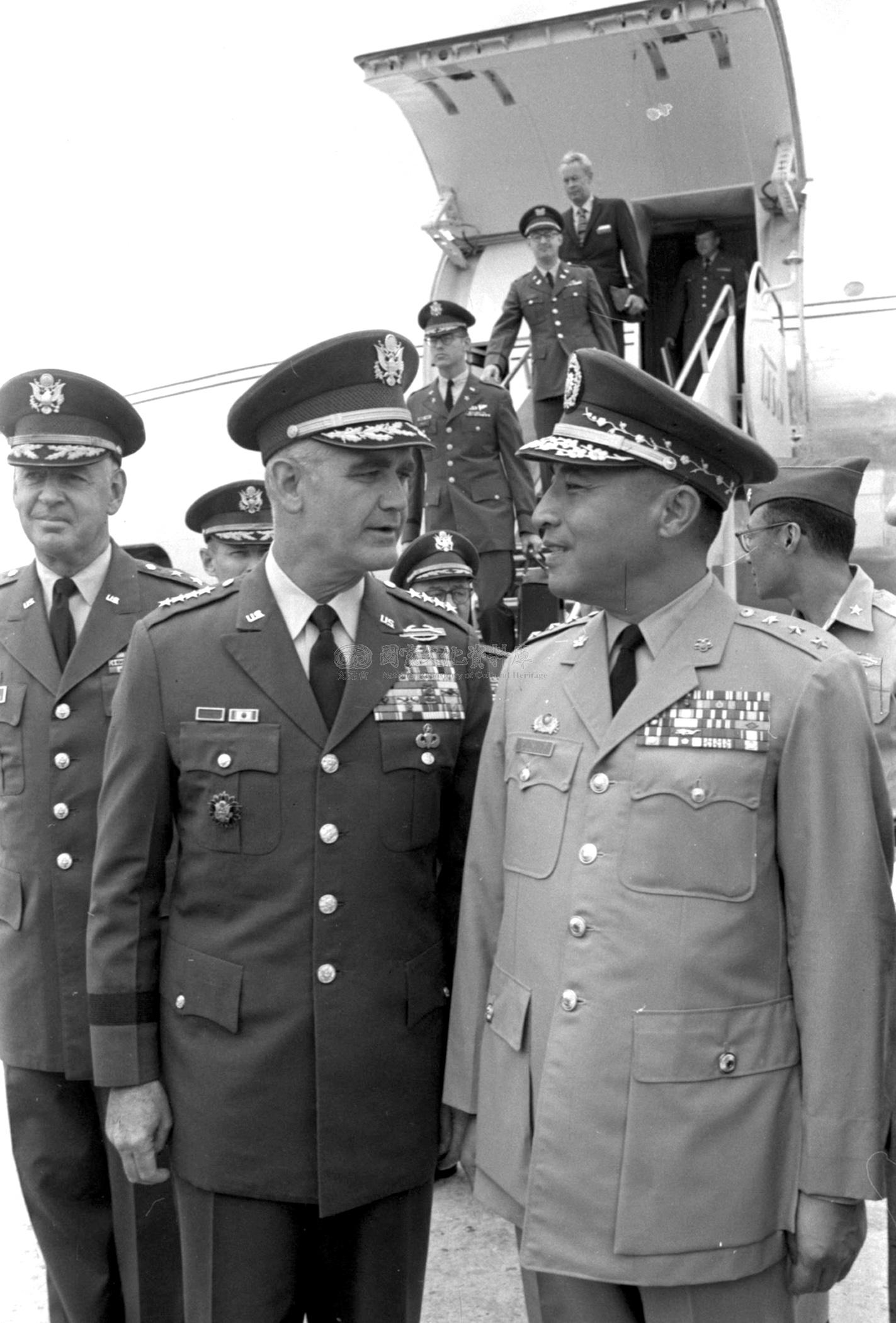
1970年7月16日，美國陸軍參謀長魏摩蘭上將（中）訪台，陸軍總司令于豪章上將（右）及美軍顧問團團長泰萊少將（左）等人，於台北空軍松山基地接機

于豪章（1918年3月12日—1999年4月19日），陸官十二期畢業，中華民國陸軍二級上將，祖籍江苏淮安，祖父辈移居安徽鳳陽府城镇，是史上最年輕的中華民國陸軍總司令，就任時年僅51歲，也是「嘉禾案」這項陸軍軍制改革計畫的實際構思者與推行者。1955年海軍陸戰隊第二任司令周雨寰病故，據當時參謀長孔令晟受訪回憶記錄p.73頁中寫，于豪章時任副司令被周司令太太騙到隔巷家中來吃飯為由，在飯後回家路上命槍手槍擊中腿部受傷。1974年12月27日「昌平演習」期間因墜機意外而殘廢，打亂了當時總統蔣中正有意任命其為參謀總長並晉升陸軍一級上將之人事案。

## 簡歷
當時處在抗日戰爭時期才剛畢業就犧牲殆盡 最慘烈的黃埔11期之後
- 1935年，畢業於南京高級中學，報考中央軍校十二期習步科。
- 1938年1月，畢業。4月15日，任陸軍新編第九師特務連少尉排長；10月1日，任第三十二集團軍總司令部參謀處中尉參謀。
- 1939年8月1日，任陸軍（川军郭汝栋部）第二十六師工兵營第一連上尉連長。
- 1940年2月1日，任陸軍第二十六師司令部少校參謀。

1940年底考入陸軍大學正則班第18期。1941年3月在重庆入校学习。
1943年8月自陸軍大學正則班第18期畢業。分到中国远征军司令长官部参谋处第二课中校参谋。1944年3月升任第二课课长。1945年6月，中国远征军撤销。
- 1945年9月7日，任陸軍第七十三軍第七十七師司令部中校參謀長。
- 1946年12月23日，赴美國裝甲兵學校就學。1947年9月底归国。任陆军总司令部第四署军械处上校科长。
- 1948年2月1日，调入总统府军务局（原委员长侍从室）第二科负责汇总各战区战报。不久负责“地图室”战况汇集和标示。1948年底任总统府军务局作战科上校科长。1949年元旦蒋介石第三次下野，作为侍从武官陪同到溪口三个月。渡江战役前，持蒋介石的4封亲笔信送到沿江防守的4名军长。
- 1949年底，跟随總統蔣介石到台湾。任高级参谋。
- 1950年3月，调金门。任第十军上校团长。
- 1951年11月1日，任陸軍第六軍第三三九師第一〇一五團團長。1952年升少将副师长。

1953年美援來臨升副军长並未參與突擊東山島戰役，當時陸戰隊有何恩廷旅長率領陸戰隊第一旅當攻擊搶灘陸戰隊指揮官和河北支隊混合編隊。
- 1954年1月1日，陸戰隊周雨寰司令力邀陸大畢業生入陸戰隊海軍陸戰隊少將參謀長。
- 1955年1月1日，任海軍陸戰隊少將副司令。于豪章將軍遭周雨寰夫人派槍手在左營建業十二村之建業十一路十二路轉角埋伏，事發地點在眷村家晚宴後槍擊于豪章腿部中彈立刻送醫無大礙，原本兩家住附近感情很好卻因周司令當時四十一歲時，因患肝癌送美軍醫院治療在美國病故，周夫人殤痛精神異常。
- 1957年4月16日，任陸軍第五十一師少將師長；9月1日任四十九師少將師長。
- 1961年5月，任参谋本部作战参谋次长室助理次长。
- 1962年1月20日，任陸軍第八軍中將軍長。
- 1964年1月21日，任陸軍第一軍團司令部中將副司令；9月1日，任海軍陸戰隊中將司令。1964年，蔣經國出任國防部副部長，衣復恩擔任國防部計劃次長室執行官。1966年7月，衣復恩接到國防部軍法局的傳票。
- 1966年2月，任陆军总司令部中将参谋长。
- 1968年1月10日，任中將副參謀總長。
- 1969年7月1日，任陸軍總司令、二級上將。是陆军有史以来最年轻的总司令。同年1969年，也就是中華民國58年9月16日於傍晚時分，大約五點左右，結束了午後兜風之散心行程，準備要返回陽明山官邸享用晚膳之際，萬萬沒想到，戒備森嚴的總統專屬車隊居然在仰德大道遇上不速之客之超車而受傷住院治療後遺症影響老先生壽命。
- 1974年12月27日乘坐UH-1H直升机赴新竹参加师对抗反登陆演习，遭遇坠机空难，身受重伤。
- 1975年2月底，请辞陆军总司令。1975年4月1日，任總統府戰略顧問。1975年4月5日蔣中正總統逝世出殯。
- 1976年1月9日，结束在美治疗，返回台湾。
- 1984年以二級上將军衔退役。
- 1988年5月1日，任總統府國策顧問。
- 1999年，過世。

1976年、1981年、1988年、1993年当选为中国国民党第十一、第十二、第十三、第十四届中央评议委员会委员。

## 墜機事件

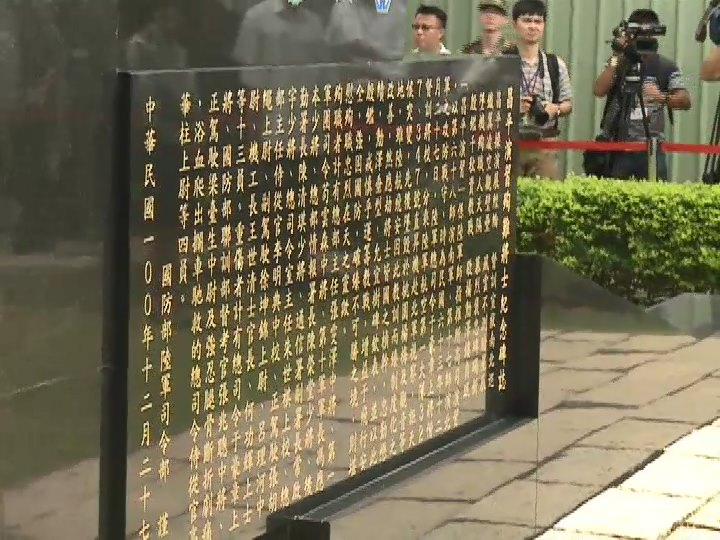
于豪章在陸軍總司令任內的1974年昌平演習因直升機墜落而重傷，圖為台灣桃園市龍潭區陸軍龍城營區內的「昌平演習殉難將士紀念碑誌」，于氏之名亦刻於碑文上的重傷者名單中。

1974年12月27日，國防部實施代號「昌平」演習期間，時任陸軍總司令于豪章與其他共13位高階將領分別搭乘2架UH-1H直升機赴桃園縣楊梅鎮（今桃園市楊梅區）視察陸軍第六十八師與第十七師進行师對抗演习，發生墜機事件，于豪章身受重傷，終生不良於行，軍旅生涯至此終止。
副官高華柱上尉（後官拜二級上將，歷任聯勤司令與國防部長、國安會秘書長）爬出來求救，挽回于豪章一命。
2011年12月27日，國防部陸軍司令部為此立碑紀念，提醒官兵注意飛航安全。

## 褒揚令
李總統登輝先生於1999年5月14日明令褒揚總統府國策顧問、前陸軍總司令于豪章，褒揚令全文如下
：

　　總統府國策顧問、前陸軍總司令于豪章，忠介剛健，膽略兼優。早歲卒業中央陸軍軍官學校、陸軍大學，精嫺韜略，曉暢戎機。參與抗日、戡亂諸役，克敵致勝，屢建奇功。來臺後，歷任團長、師長、金防部參謀長、軍長、軍團副司令、陸軍總部參謀長、陸戰隊司令等要職，謀勇兼資，戰績彪炳。洊升副參謀總長，運籌帷幄，獻替良多。旋任陸軍總司令，革新建制，擴增裝備，加速陸軍機械化、立體化，厚植國防丕基，勳猷益懋。不幸因公成殘，壯志未酬。膺聘戰略顧問、國策顧問，讜言高論，具見精忱。大樹風高，細柳蜚聲。翊贊功深，群流共仰。遽聞溘逝，軫悼殊深，應予明令褒揚，以示政府篤念勳耆之至意。

總　　　統　李登輝　　　　

行政院院長　蕭萬長　　　　

## 家庭

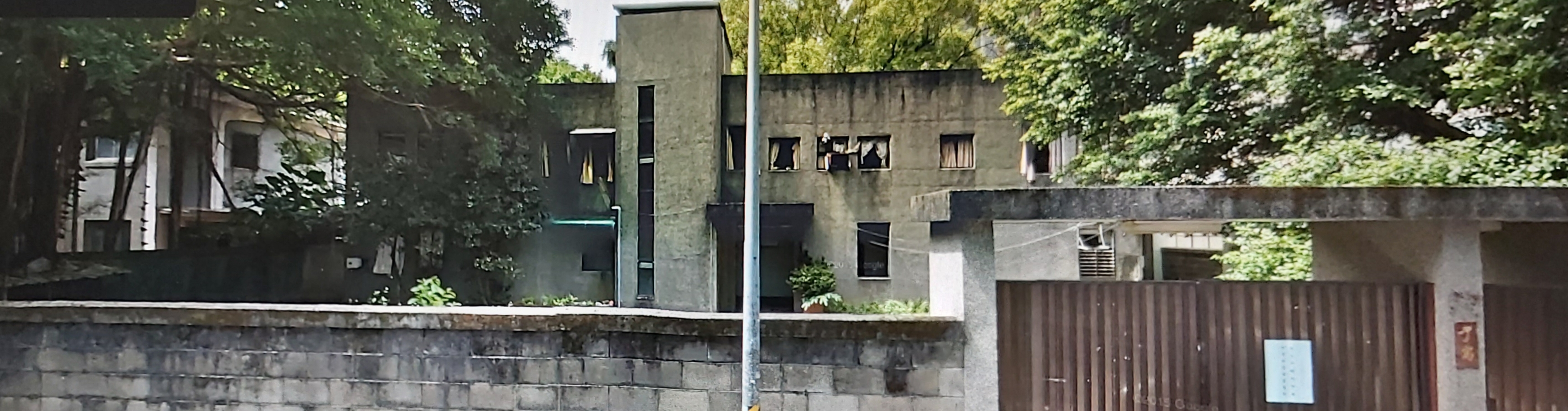
于豪章在臺北市大安區的故居

- 三姑父倪周人：曾任孔祥熙的秘书。[3]
- 父親：爾晉，原於鳳陽當地擔任英文教職，後棄學從政，先後任國民政府財政部會計長及糧食部幕僚長等要職。
- 弟弟：豪刚
- 妹妹：豪婕
- 妻子：高瑜，上海光華大學社會系畢業，曾任陸總婦聯分會主任委員。
- 子女：
  - 弘頤。嫁王钰
  - 弘鼎：臺灣IBM公司總經理。妻子张美娜
  - 弘元
  - 弘彥

## 外部連結
國家文化資料庫 于高瑜主任委員在金門慰問成功隊健兒（繁體中文）

IBM - 台灣 IBM 公司總經理 于弘鼎 - Taiwan（繁體中文）

昌平演習意外墜機　多位將官殉職陸軍立碑紀念（繁體中文）
| 前任： 鄭為元 | 中華民國海軍陸戰隊司令 1964.09.01—1968.01.10 | 繼任： 袁國徵 |